# Codex Seidelianus II
Codex Seidelianus II designado He ou 013 (Gregory-Aland), ε 88 (von Soden), é um manuscrito uncial grego dos quatro evangelhos, datado pela paleografia para o século 9.

## Texto
O texto grego desse codex é um representante do Texto-tipo Bizantino. Aland colocou-o entre a Categoria V. Ele pertence a Família E, porém Wisse descreveu ele como um membro da Kx.

## Literatura
- Bruce M. Metzger, The Text of the New Testament: Its Transmission, Corruption and Restoration, 1968 etc, Oxford University Press.